# 天狗の名がつく物
天狗の名がつく物（てんぐのながつくもの）では、天狗の名がつく生物から地名や天然物・人工物などをカテゴリごとに分類し、列挙する。

## 動物

### 哺乳類
- テングコウモリ
- クチバテングコウモリ
- コテングコウモリ
- リュウキュウテングコウモリ
- テングザル
- テングハネジネズミ

### 魚類
- テングチョウチョウウオ
- テングダイ（天狗鯛）[1]
- テングカワハギ
- テングハギ
- オニテングハギ
- ツマリテングハギ
- ユミハリテングハギモドキ
- モアイテングハギ
- テングハギモドキ
- ナガテングハギモドキ
- ゴマテングハギモドキ
- マサカリテングハギ
- シノビテングハギ
- ミヤコテングハギ
- テングノタチ（天狗之大刀）
- ウミテング（海天狗）
- テングノオトシゴ（ウミテング科）
- ヤリテング（ウミテング科）
- テングハコフグ（ハコフグ科）
- テングヘビギンポ
- テングトクビレ（天狗特鰭）

### 軟骨魚類
- テングカスベ（ガンギエイ目）

### ハチュウ類
- テングキノボリヘビ
- テングカメレオン

### 昆虫類
- テングチョウ（天狗蝶）
- ムラサキテングチョウ
- テングビワハゴロモ
- テングナミシャク
- テングアツバ
- テングベニボタル（ベニボタル科）

### 甲殻類
- ヨツスジテングクモエビ

### クモ類
- イマダテテングヌカグモ

### 貝類
- テングガイ

### 後鰓類
- テングモウミウシ

### 棘皮動物
- テングウミシダ

## 植物
- テングクワガタ
- テングバナ（天狗花）
- テングシデ（カバノキ科イヌシデの変種）
- テングスズメウリ
- テングスミレ（ナガハシスミレ）
- テングノコヅチ（リンドウ科）

## きのこ（菌類）

### 菌類
- テングタケ
- ベニテングタケ
- テングノムギメシ（天狗の麦飯）
- テングノメシガイ（天狗の飯匙）

## 地名
- 北海道紋別郡遠軽町白滝天狗平
- 北海道小樽市天狗山
- 岐阜県本巣郡北方町天狗堂
- 山梨県甲斐市天狗

## 大天狗
- 日本三大天狗（東京の高尾山薬王院・京都の鞍馬寺・沼田市の迦葉山弥勒寺）
- 八天狗・四十八天狗
- 讃岐三大天狗（金毘羅山の金剛坊・白峯山の相模坊・五剣山の中将坊）

## 天然記念物
- 大朝のテングシデ群落 - 国指定天然記念物。